# Eulophia alta
Eulophia alta là một loài phong lan, được gọi là the Wild Coco.

## Synonyms
Limodorum altum L. (1767) is the basionym. Other synonyms include:
- Bletia alta (L.) Hitchc.
- Cypripedium epidendricum Vell.
- Cyrtopera alta (L.) Stehlé
- Cyrtopera amazonica Barb.Rodr.
- Cyrtopera longifolia (Kunth) Rchb.f.
- Cyrtopera longifolia var. amazonica (Barb.Rodr.) Cogn.
- Cyrtopera longifolia var. pachystelidia Rchb.f.
- Cyrtopera vellosiana Barb.Rodr.
- Cyrtopera woodfordii Sims
- Cyrtopodium woodfordii Sims
- Dendrobium longifolium Kunth
- Eulophia alta f. flavescens (Schltr.) F. Barros
- Eulophia alta f. pallida P.M.Br.
- Eulophia alta f. pelchatii P.M.Br.
- Eulophia alta var. alba L.C. Menezes
- Eulophia alta var. pachystelidia (Rchb.f.) G.A. Romero
- Eulophia longifolia (Kunth) Schltr.
- Eulophia longifolia var. amazonica (Barb.Rodr.) Cogn.
- Eulophia longifolia var. flavescens Schltr.
- Eulophia woodfordii (Sims) Rolfe
- Lissochilus amazonicus Barb.Rodr.
- Maxillaria longifolia (Kunth) Lindl.
- Paphiopedilum epidendricum (Vell.) Pfitzer
- Platypus altus (L.) Small
- Platypus papilliferus Small
- Xylobium longifolium (Kunth) Lindl. ex Spreng.

 Tư liệu liên quan tới Eulophia alta tại Wikimedia Commons

## Hình ảnh

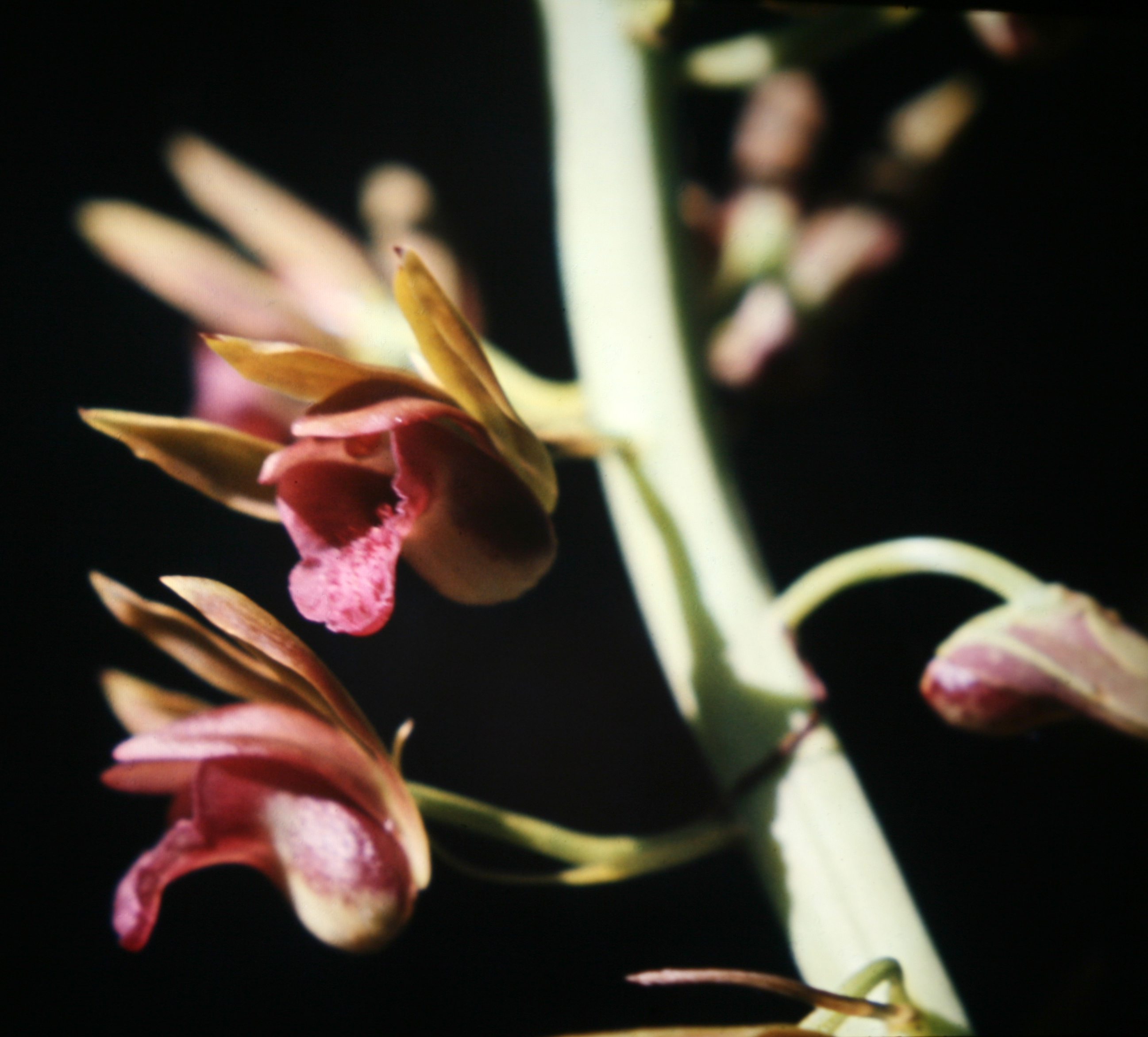
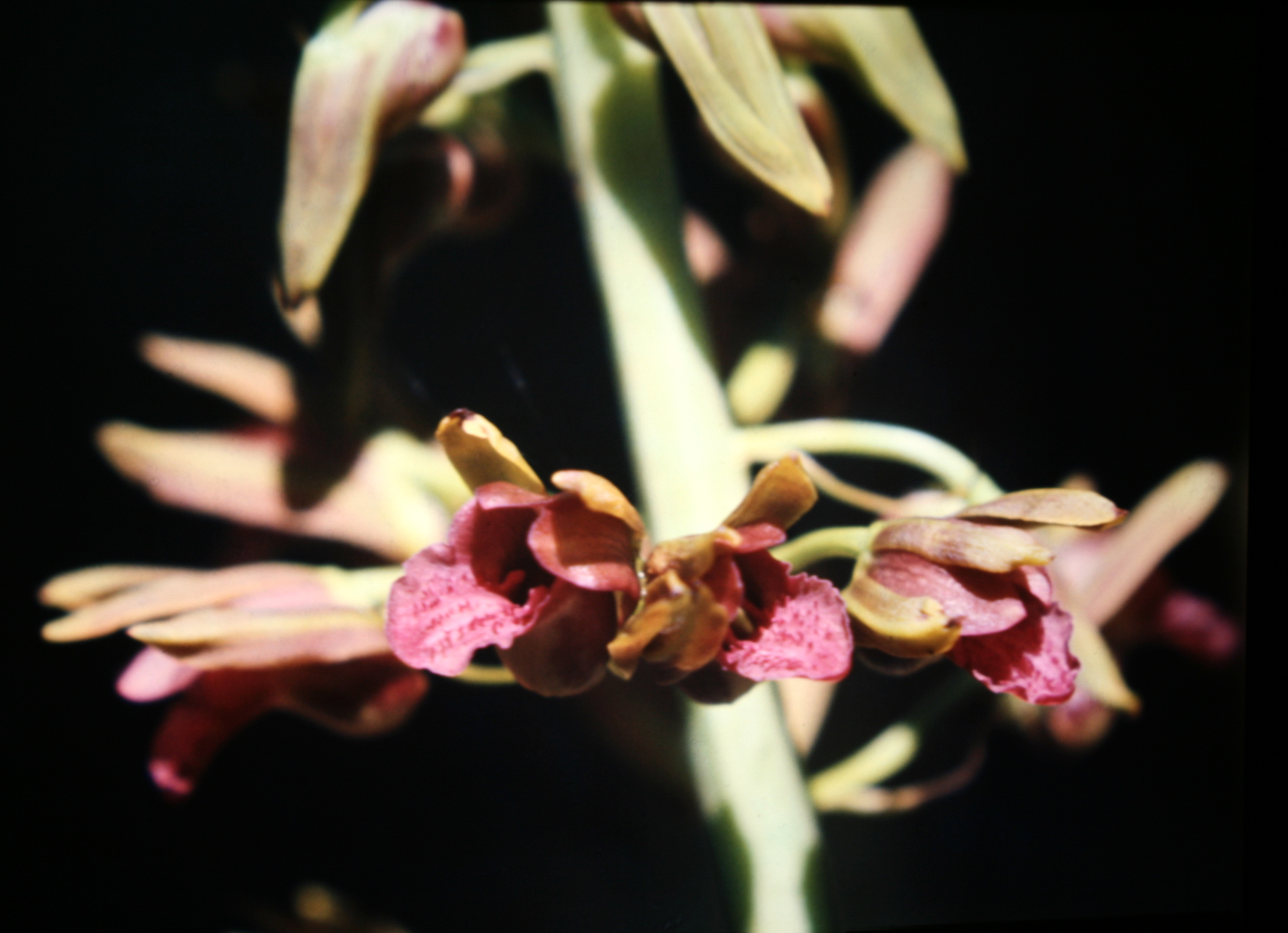
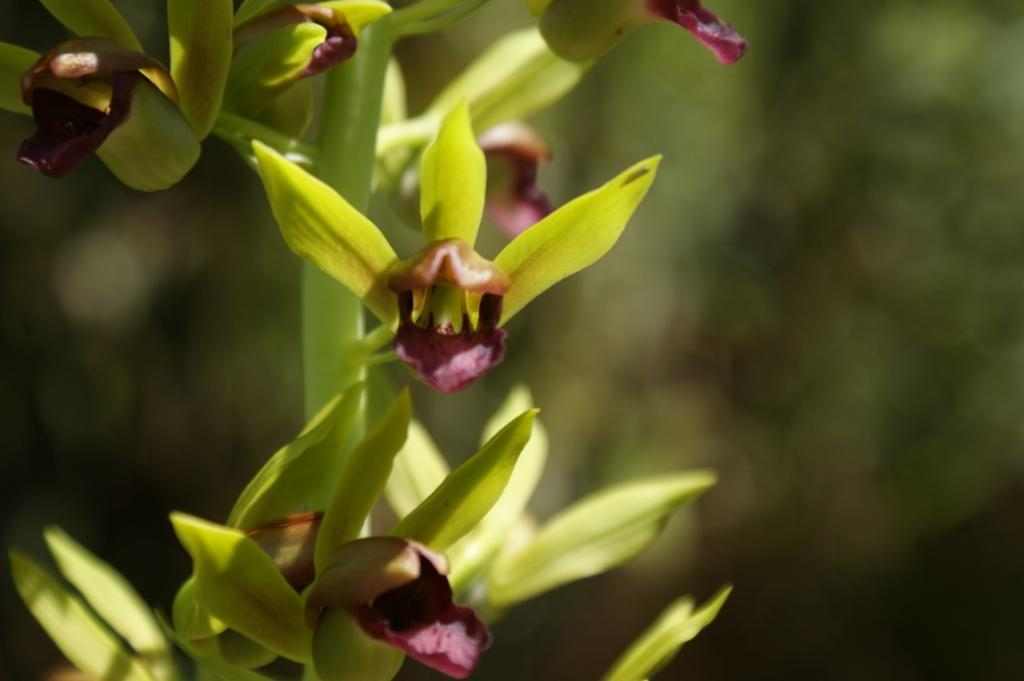
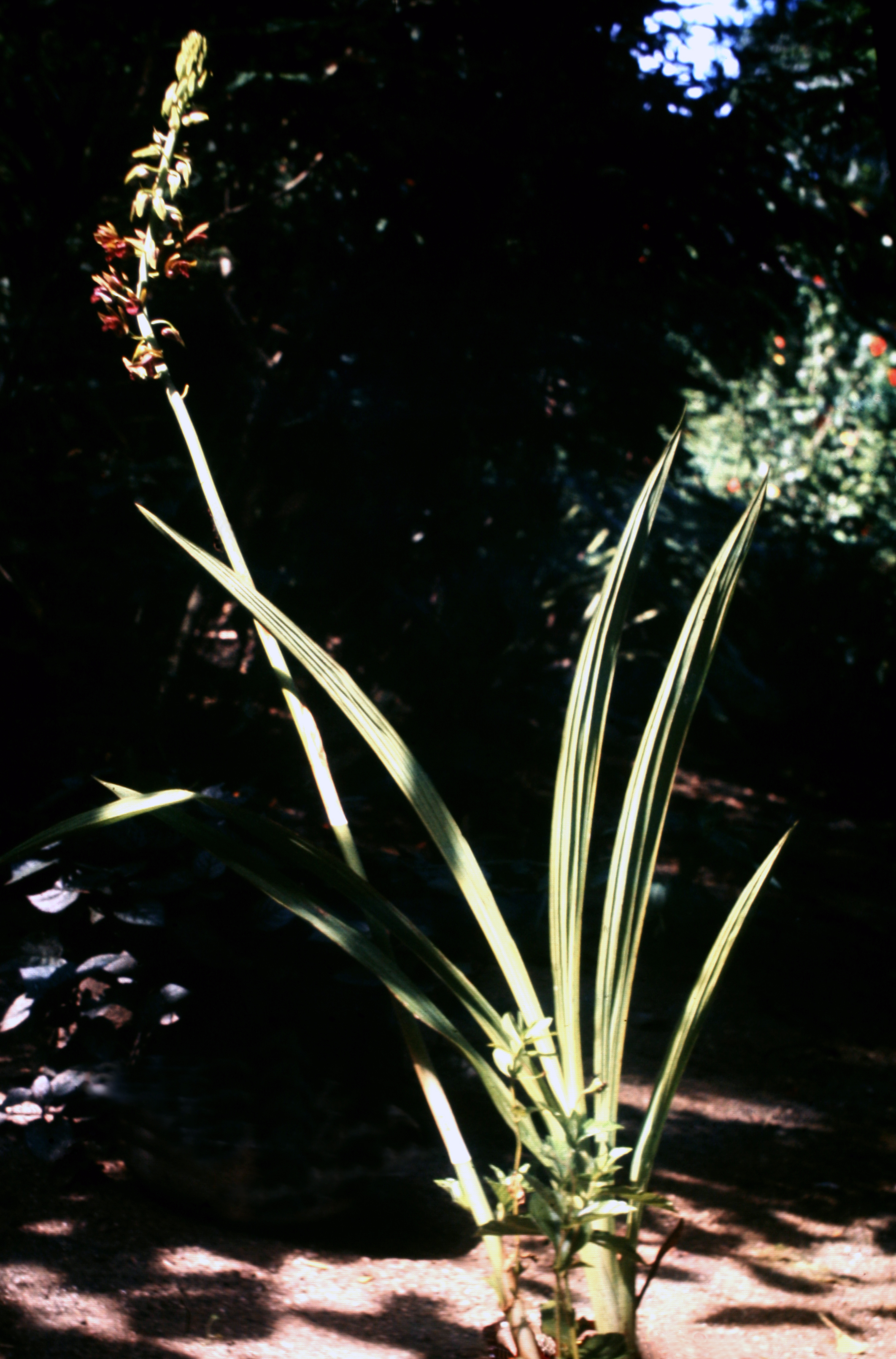